# Triptyque des Monts et Châteaux 2016
Det 21. Triptyque des Monts et Châteaux 2016 fandt sted fra 1. til 3. april 2016. Løbet blev vundet af Mads Würtz Schmidt.

## Deltagende hold
| UCI Kontinentalhold Vérandas Willems Cycling Team Color Code-Arden’Beef Team TreFor Team Wiggins | Klein Constantia Leopard Pro Cycling Team 3M  | Rabobank Development Team SEG Racing Academy T.Palm-Pôle Continental Wallon               |
| Landshold Australien                                                                             | Estland                                       | USA                                                                                       |
| Vereine Home Solution-Anmapa-Soenens BMC Development Profel United VL Technics-Experza-Abutriek  | EFC-Etixx Lotto-Soudal U23 Tops Antiek-Atom 6 | Regional Team Wallonie Meubelen Gaverzicht-Glascentra Verandas Willems-Crabbé-CC Chevigny |

## Etaperne
| Etape      | Dato    | Start – Mål                       | type          | Afstand (km) | Etapevinder        | Førende rytter     |
| ---------- | ------- | --------------------------------- | ------------- | ------------ | ------------------ | ------------------ |
| 1. etape   | 1. apr. | Antoing – Hérinnes                | flad etape    | 165          | Bram Welten        | Bram Welten        |
| 2. etape   | 2. apr. | Frasnes-lez-Buissenal – Kluisberg | kuperet etape | 153,8        | Mads Würtz Schmidt | Mads Würtz Schmidt |
| 3. a etape | 3. apr. | Chièvres – Chièvres               | enkeltstart   | 10,3         | Jonathan Dibben    | Mads Würtz Schmidt |
| 3. b etape | 3. apr. | Tournai – Chièvres                | flad etape    | 91,6         | Mads Würtz Schmidt | Mads Würtz Schmidt |

## Trøjernes fordeling gennem løbet
| Etape  | Etapesejr          | Gule førertrøje    | Grønne pointtrøje  | Bjergtrøjen   | Sprintertrøjen     | Ungdomstrøjen | Holdkonkurrencen              |
| ------ | ------------------ | ------------------ | ------------------ | ------------- | ------------------ | ------------- | ----------------------------- |
| 1      | Bram Welten        | Bram Welten        | Bram Welten        | Brecht Dhaene | Dries De Bondt     | Bram Welten   | EFC-Etixx                     |
| 2      | Mads Würtz Schmidt | Mads Würtz Schmidt | Mads Würtz Schmidt | Brecht Dhaene | Michael Vingerling | Adrien Costa  | Vérandas Willems Cycling Team |
| 3a     | Jonathan Dibben    | Mads Würtz Schmidt | Mads Würtz Schmidt | Brecht Dhaene | Michael Vingerling | Adrien Costa  | Vérandas Willems Cycling Team |
| 3b     | Mads Würtz Schmidt | Mads Würtz Schmidt | Mads Würtz Schmidt | Brecht Dhaene | Michael Vingerling | Adrien Costa  | Vérandas Willems Cycling Team |
| Samlet | Samlet             | Mads Würtz Schmidt | Mads Würtz Schmidt | Brecht Dhaene | Michael Vingerling | Adrien Costa  | Vérandas Willems              |